# Walter Koch (Historiker)

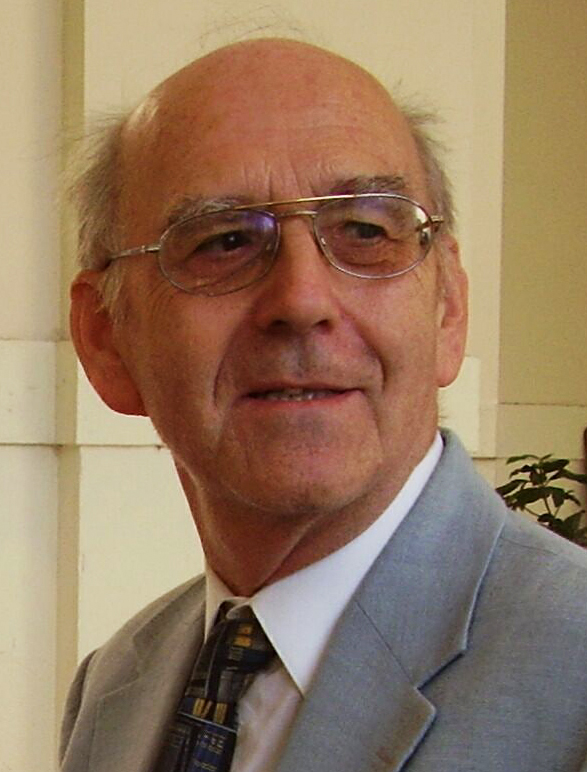
Walter Koch in Bari, aufgenommen von Franz-Albrecht Bornschlegel im Jahr 2007

Walter Koch (* 22. April 1942 in Wien; † 27. Dezember 2019 in Waidhofen an der Ybbs) war ein österreichischer Historiker und Diplomatiker. Er galt auch als einer der führenden deutschsprachigen Epigraphiker. Von 1982 bis 2007 lehrte er als ordentlicher Professor für Geschichtliche Hilfswissenschaften an der Universität München. Unter Koch wurde München auch international eine wichtige Anlaufstelle für inschriftenpaläographische Forschungen.

## Leben
Seine Schulzeit verbrachte er in Wien. Er studierte ab 1960 Geschichte und ab 1961 in Verbindung mit Klassischer Philologie an der Universität Wien. Die Lehramtsprüfung für Latein und Griechisch legte er 1965 ab. Von 1965 bis 1968 absolvierte er den dreijährigen Kurs des Instituts für Österreichische Geschichtsforschung. Aus seiner Mitarbeit von 1968 bis 1982 an der Edition der Urkunden Kaiser Friedrichs I. unter Heinrich Appelt ergaben sich das Thema seiner von Alphons Lhotsky betreuten Promotion (Ausländische Besucher in Wien. Ein Beitrag zur internationalen Stellung der Stadt im Mittelalter). Er veröffentlichte 1973 eine „diplomatisch-paläographische Untersuchung“ über Die Reichskanzlei in den Jahren 1167 bis 1174. Seine Habilitation (Die Schrift der Reichskanzlei im 12. Jahrhundert (1125–1190). Untersuchungen zur Diplomatik der Kaiserurkunde) erfolgte 1978.
Von 1968 bis 1975 war er hauptberuflich im Schuldienst (Gymnasium) tätig. Von 1975 bis 1982 war er Wissenschaftlicher Beamter am Institut für österreichische Geschichtsforschung. Seine Tätigkeit im Schuldienst führte er nebenberuflich bis August 2003 fort. Mit seiner Berufung 1982 als Nachfolger von Peter Acht und Waldemar Schlögl auf den Lehrstuhl für Geschichtliche Hilfswissenschaften in München übernahm er die Edition der Urkunden Kaiser Friedrichs II. Er war von 1987 bis 1991 Prodekan und Dekan an der Philosophischen Fakultät für Geschichts- und Kunstwissenschaften sowie Geschäftsführender Direktor des Historischen Seminars (2001). Er wurde 2007 emeritiert. Der Lehrstuhl für Geschichtliche Hilfswissenschaften wurde herabgestuft, personelle und finanzielle Mittel für die Epigraphik wurden gekürzt und die eigenständige epigraphische Forschungsbibliothek in die „Fachbibliothek Historicum“ transferiert.
Koch starb im Dezember 2019 nach längerer Krankheit im Alter von 77 Jahren. Er wurde in Waidhofen an der Ybbs bestattet.

## Forschungsschwerpunkte
Koch spezialisierte sich auf die historischen Hilfswissenschaften Diplomatik (Urkundenwissenschaft) und Epigrafik (Inschriftenkunde). Er zählte in Deutschland neben Horst Enzensberger, Thomas Frenz, Theo Kölzer oder Peter Rück zu den wenigen eng hilfswissenschaftlich ausgerichteten Mediävisten. Koch veröffentlichte mehrere Studien zur Diplomatik. Nach dem Tod von Walter Heinemeyer wurde er Mitherausgeber des Archivs für Diplomatik. Außerdem arbeitete er an einer zweibändigen Monografie zur mittelalterlichen und neuzeitlichen europäischen Epigrafik, deren erster Teil zum Früh- und Hochmittelalter 2007 erschien.
Bereits 1904 hatte die Zentraldirektion der Monumenta Germaniae Historica (MGH) die Edition der Stauferurkunden beschlossen und die Herausgabe der Urkunden Friedrichs II. dem Preußischen Historischen Institut in Rom überlassen. Über vorbereitende Sammelarbeiten kam das Projekt jedoch nicht hinaus. Eine kritische Gesamtedition der Urkunden Friedrich II. blieb eine Forschungslücke. Die meisten der Diplome waren nur in unbefriedigender Form ediert und viele Urkunden zudem zerstreut an meist schwer zugänglichem Ort. Im Jahr 1985 übertrugen die MGH Walter Koch die Bearbeitung der Urkunden Friedrichs II. Im von ihm geleiteten und seit 1990 bei der Bayerischen Akademie der Wissenschaften angesiedelten Projekt wurden für den Zeitraum von 1198 bis Juni 1226 die Urkunden Friedrichs II. in fünf Bänden in den MGH veröffentlicht. In diesem Zusammenhang konnten zahlreiche Neufunde von bis dahin unbekannten Urkunden des staufischen Herrschers gemacht werden. Der erste Band mit 171 Urkunden vom Januar 1199 bis zu der am 25. August 1212 in Verona ausgestellten Urkunde wurde 2002 veröffentlicht. Der zweite Band, der die Urkunden vom September 1212 bis zum Ende des Jahres 1217, also während der ersten fünf Jahre des jungen Königs in Deutschland behandelt, erschien 2007 und umfasst 255 Urkunden. Der dritte Band mit den Urkunden vom Beginn des Jahres 1218 bis zum August 1220, dem Ende des Aufenthaltes im Reich nördlich der Alpen, wurde 2010 veröffentlicht.

## Ehrungen und Mitgliedschaften
Für seine Forschungen wurden Koch zahlreiche wissenschaftliche Ehrungen und Mitgliedschaften zugesprochen. Ihm wurde 1977 der Jubiläumspreis des Böhlau Verlages durch die Österreichische Akademie der Wissenschaften und 1989 der Apulienpreis durch die Gesellschaft für deutsch-italienische Freundschaft in Foggia verliehen. Er war Mitglied der Comité International de Paléographie Latine, korrespondierendes Mitglied der philosophisch-historischen Klasse im Ausland der Österreichischen Akademie der Wissenschaften (ab 1985) und ordentliches Mitglied der philosophisch-historischen Klasse der Bayerischen Akademie der Wissenschaften (ab 1993). Er war von 1983 bis 1996 Schatzmeister, von 1996 bis 2001 und ab 2010 Ehrenmitglied Commission Internationale de Diplomatique. Er war von 1988 bis 1997 Obmann der Kommission für die Herausgabe der Inschriften des Deutschen Mittelalters der Österreichischen Akademie der Wissenschaften. Er wurde 1997 in die Zentraldirektion der Monumenta Germaniae Historica gewählt.
Ihm wurde 2007 eine Festschrift mit über 800 Seiten gewidmet. Im Jahr 2018 wurde er mit dem Wissenschaftlichen Stauferpreis für sein wissenschaftliches Lebenswerk vor allem als Editor der Urkunden des Stauferkaisers Friedrich II. ausgezeichnet. Er war außerdem eines der Gründungsmitglieder der 1994 eingerichteten Stauferstiftung. Im Juni 2019 wurde ihm für seine Verdienste um die MGH die Freiherr vom Stein-Medaille verliehen. Ihm wurde am 26. Juni 2019 das Österreichische Ehrenkreuz für Wissenschaft und Kunst 1. Klasse verliehen. Er war von 1997 bis 2010 Vorsitzender der Interakademischen Kommission des deutschen Inschriftenwerks.

## Schriften (Auswahl)
Monographien
- Die Reichskanzlei in den Jahren 1167 bis 1174. Eine diplomatisch-paläographische Untersuchung (= Denkschriften der Österreichischen Akademie der Wissenschaften, Philosophisch-Historische Klasse. Bd. 115 = Veröffentlichungen der Historischen Kommission. Bd. 2). Verlag der Österreichischen Akademie der Wissenschaften, Wien 1973.
- Die Schrift der Reichskanzlei im 12. Jahrhundert (1125–1190). Untersuchungen zur Diplomatik der Kaiserurkunde. Denkschriften der Österreichischen Akademie der Wissenschaften, Phil.-hist. Kl. 134 (1979).
- Literaturbericht zur mittelalterlichen und neuzeitlichen Epigraphik (1976–1984) (= Monumenta Germaniae Historica, Hilfsmittel. Bd. 11). Monumenta Germaniae Historica, München 1987, ISBN 3-88612-023-6.
- mit Franz-Albrecht Bornschlegel, Albert Dietl und Maria Glaser: Literaturbericht zur mittelalterlichen und neuzeitlichen Epigraphik (1985–1991) (= Monumenta Germaniae Historica, Hilfsmittel. Bd. 14). Monumenta Germaniae Historica, München 1994, ISBN 3-88612-114-3.
- mit Maria Glaser und Franz-A. Bornschlegel: Literaturbericht zur mittelalterlichen und neuzeitlichen Epigraphik (1992–1997) (= Monumenta Germaniae Historica, Hilfsmittel. Bd. 19). Hahn, Hannover 2000, ISBN 3-7752-1126-8.
- mit Franz-Albrecht Bornschlegel: Literaturbericht zur mittelalterlichen und neuzeitlichen Epigraphik (1998–2002) (= Monumenta Germaniae Historica, Hilfsmittel. Bd. 22). Hahn, Hannover 2005, ISBN 3-7752-1129-2.
- Inschriftenpaläographie des abendländischen Mittelalters und der früheren Neuzeit. Früh- und Hochmittelalter. Oldenbourg, Wien/München 2007, ISBN 978-3-486-58189-8, Besprechung von Karl Borchardt in Zeitschrift für bayerische Landesgeschichte 72, 2009, S. 177 f.; Sebastian Scholz in: Historische Zeitschrift 288, 2009, S. 443–444.

Herausgeberschaften
- mit Christine Steininger: Inschrift und Material, Inschrift und Buchschrift. Fachtagung für Mittelalterliche und Neuzeitliche Epigraphik, Ingolstadt 1997 (= Abhandlungen. Philosophisch-Historische Klasse der Bayerischen Akademie der Wissenschaften. Neue Folge. Bd. 117). Verlag der Bayerischen Akademie der Wissenschaften, München 1999, ISBN 3-7696-0112-2.
- Epigraphik 1982. Fachtagung für mittelalterliche und neuzeitliche Epigraphik. Klagenfurt, 30. September – 3. Oktober 1982 (= Denkschriften der Österreichische Akademie der Wissenschaften, Abhandlungen. Philosophisch-Historische Klasse. Bd. 169 = Veröffentlichungen der Kommission für die Herausgabe der Inschriften des Deutschen Mittelalters. Bd. 1). Verlag der Österreichischen Akademie der Wissenschaften, Wien 1983.

Editionen
- unter Mitwirkung von Klaus Höflinger, Joachim Spiegel, Christian Friedl, Katharina Gutermuth und Maximilian Lang: Die Urkunden Friedrichs II. (= Monumenta Germaniae Historica Diplomata. Band 14).
  - unter Mitwirkung von Klaus Höflinger und Joachim Spiegel unter Verwendung von Vorarbeiten von Charlotte Schroth-Köhler: Teil 1: Die Urkunden Friedrichs II. 1198–1212 (= Monumenta Germaniae Historica Diplomata. Band 14,1). Hahn, Hannover 2002, ISBN 3-7752-2001-1.
  - unter Mitwirkung von Klaus Höflinger, Joachim Spiegel und Christian Friedl: Teil 2: Die Urkunden Friedrichs II. 1212–1217 (= Monumenta Germaniae Historica Diplomata. Band 14,2). Hahn, Hannover 2007, ISBN 978-3-7752-2002-6 (formal falsche ISBN).
  - unter Mitwirkung von Klaus Höflinger, Joachim Spiegel und Christian Friedl: Teil 3: Die Urkunden Friedrichs II. 1218–1220 (= Monumenta Germaniae Historica Diplomata. Band 14,3). Hahn, Hannover 2010, ISBN 978-3-7752-2003-3.
  - unter Mitwirkung von Klaus Höflinger, Joachim Spiegel und Christian Friedl: Teil 4: Die Urkunden Friedrichs II. 1220–1222 (2 Bde.) (= Monumenta Germaniae Historica Diplomata. Band 14,4). Harrassowitz, Wiesbaden 2014, ISBN 978-3-447-10087-8.
  - unter Mitwirkung von Klaus Höflinger, Joachim Spiegel, Christian Friedl und Katharina Gutermuth: Teil 5: Die Urkunden Friedrichs II. 1222–1226 (2 Bde.) (= Monumenta Germaniae Historica Diplomata. Band 14,5). Harrassowitz, Wiesbaden 2017, ISBN 978-3-447-10753-2.
  - unter Mitwirkung von Klaus Höflinger, Joachim Spiegel, Christian Friedl, Katharina Gutermuth und Maximilian Lang: Teil 6: Die Urkunden Friedrichs II. 1226–1231 (2 Bde.) (= Monumenta Germaniae Historica Diplomata. Band 14,6). Harrassowitz, Wiesbaden 2021, ISBN 978-3-447-11375-5.